# Mesnil-Saint-Laurent
Mesnil-Saint-Laurent település Franciaországban, Aisne megyében. Lakosainak száma 450 fő (2022. január 1.). Mesnil-Saint-Laurent Harly, Homblières, Neuville-Saint-Amand, Regny és Sissy községekkel határos.

## Népesség
A település népességének változása:
| Lakosok száma | 252  | 388  | 430  | 441  | 447  | 453  | 476  | 473  | 480  | 450  |
|               | 1968 | 1982 | 1990 | 2006 | 2013 | 2015 | 2017 | 2019 | 2020 | 2022 |